# Burgun-Madjari
Burgun-Madjari (en rus: Бургун-Маджары) és un poble del krai de Stàvropol, a Rússia, que en el cens del 2010 tenia 1.310 habitants. Pertany al districte rural de Levokúmskoie.